# Giebenach
Giebenach é uma comuna da Suíça, situada no distrito de Liestal, no cantão de Basileia-Campo. Tem 1,32 km² de área e sua população em 2018 foi estimada em 1.055 habitantes.